# Fontenoy-sur-Moselle
Fontenoy-sur-Moselle é uma comuna francesa na região administrativa de Grande Leste, no departamento de Meurthe-et-Moselle. Estende-se por uma área de 5,54 km². Em 2010 a comuna tinha 380 habitantes (densidade: 68,6 hab./km²).